# De gag en gags !
De gag en gags ! (Les Aventures de Vick et Vicky, Bruno Bertin, 2013, France) est le dix-neuvième album de bande dessinée des Aventures de Vick et Vicky.

## Autour de l'œuvre
L'auteur a voulu marquer le début des 20 ans de sa série en compilant des gags réalisés sur une période de plus de 10 ans, principalement pour la revue Feu de camp des Éclaireurs neutres de France. Les gags de Vick et Vicky existent depuis le n° 150 de la revue Feu de camp qui compte plus d'une vingtaine de couvertures. La bande dessinée L'Anniversaire a été réalisée spécialement pour célébrer les 60 ans des Éclaireurs neutres de France (1947-2007).
L'album raconte aussi la genèse des héros Vick et Vicky en reprenant le premier mini conte de Noël, premier essai de l'auteur réalisé en décembre 1993 juste après la sortie de son ouvrage Rennes le temps d'une histoire.
L'album reprend de nombreuses illustrations pleines pages (couvertures réalisées pour les revues), réunit en tout 25 gags, livre des anecdotes et présente les personnages Angelino, Marc, Marine, Vick et Vicky.
Enfin, cet album événementiel annonce aussi un 20e album, Disparitions au stade, ayant pour toile de fond le football et le stade rennais.

## Histoires
1. Un Noël pour Vick et Vicky
2. Comme un os !
3. Le Bon Coin !
4. La Grande Lessive !
5. Sirène d'avril !
6. Le roi !
7. Les zap'prentis journalistes
8. L'Anniversaire
9. Disparition à Brocéliande
10. Vous avez dit...
11. C'est pas sourcier !
12. Quel cirque !
13. Une affaire qui cloche !
14. On a volé un nain de jardin !
15. Et que ça saute !
16. Y a pas le feu !
17. Joyeuses Pâques !
18. Fais-moi un signe !
19. C'est pas le pied !
20. Encore plus haut !
21. Même pas froid !
22. Les Zap'prentis journalistes
23. À table !
24. Aux premières loges !
25. Joyeux anniversaire Vick et Vicky

## Personnages
Héros principaux
- Vick : tantôt de bonne ou de mauvaise humeur, c'est le héros de la série et le chef de la bande. Il habite Rennes. Il est sportif, casse-cou, il aime rigoler.
- Vicky : petit chien blanc aux oreilles noires, c'est le chien de Vick. Il a un très bon odorat, il est intelligent et gourmand.

Scouts de la patrouille des Loups Blancs
- Marine : fille aux allures de garçon manqué, elle a du caractère, est curieuse et réfléchie, elle s'intéresse à l'archéologie.
- Marc : garçon intelligent, curieux, bon caractère, amical, gourmand, il aime rigoler.
- Angelino : garçon rêveur, paresseux, endormi, gourmand. Il n'aime pas l'effort.
- Bruno

## Lieux visités
Certaines des histoires de l'album se situent à Rennes, Fougères, la forêt de Brocéliande.

## Autour de l'œuvre
Les trois histoires courtes à la fin de l'album sont parues dans la revue Feu de camp entre 2006 et 2008. Elles seront reprises dans le tome 14 : Mission Dracula. Dans le tome 19, Le Gâteau d'anniversaire devient L'Anniversaire.